# Husseren-les-Châteaux
 Husseren-les-Châteaux (en alsacià Hìsre) és un municipi francès, situat a la regió del Gran Est, al departament de l'Alt Rin. L'any 2006 tenia 488 habitants.

## Demografia
| 1962 | 1968 | 1975 | 1982 | 1990 | 1999 |
| ---- | ---- | ---- | ---- | ---- | ---- |
| 309  | 333  | 367  | 362  | 377  | 397  |

## Administració
| Període | Identitat      | Partit |
| ------- | -------------- | ------ |
| 2001-   | Édouard Leiber |        |